# القمة العربية 2015 (شرم الشيخ)
قمة شرم الشيخ هو مؤتمر القمة العربية السادسة والعشرين عقد يوم السبت في 28 مارس/آذار 2015، في شرم الشيخ مصر. تعقد هذه القمة تحت شعار " سبعون عاماً من العمل العربي المشترك"

## الحضور
| مصر                      | الرئيس عبد الفتاح السيسي              |
| السعودية                 | الملك سلمان بن عبد العزيز آل سعود     |
| الكويت                   | الشيخ صباح الأحمد الجابر الصباح       |
| قطر                      | الشيخ تميم بن حمد آل ثاني             |
| الإمارات العربية المتحدة | الشيخ حمد بن محمد الشرقي حاكم الفجيرة |
| البحرين                  | الملك حمد بن عيسى آل خليفة            |
| عمان                     | أسعد بن طارق آل بوسعيد                |
| الأردن                   | الملك عبد الله الثاني                 |
| العراق                   | الرئيس فؤاد معصوم                     |
| ليبيا                    | رئيس مجلس النواب عقيلة صالح عيسى      |
| المغرب                   | رئيس الحكومة عبد الإله بنكيران        |
| الجزائر                  | رئيس مجلس الأمة عبد القادر بن صالح    |
| موريتانيا                | محمد ولد عبد العزيز                   |
| جيبوتي                   | إسماعيل عمر جيله                      |
| اليمن                    | الرئيس عبد ربه منصور هادي             |
| لبنان                    | رئيس الوزراء تمام سلام                |
| فلسطين                   | الرئيس محمود عباس                     |
| الصومال                  | حسن شيخ محمود                         |
| جزر القمر                | نائب الرئيس نور الدين برهاني          |
| السودان                  | عمر البشير                            |
| تونس                     | الرئيس الباجي قائد السبسي             |

## البيان الختامي
ودعا مشروع البيان الختامي، الذي رفعه وزراء الخارجية للقادة، لإنشاء قوة عسكرية عربية، تشارك فيها الدول اختياريا، وتتدخل هذه القوة عسكريا لمواجهة التحديات التي تهدد أمن وسلامة أي من الدول الأعضاء بناء على طلب من الدولة المعنية، وهو القرار الذي تحفظ عليه العراق.
وفيما يتعلق بالأحداث الجارية في اليمن، أيد البيان الختامي الإجراءات العسكرية التي يقوم بها التحالف الذي تقوده السعودية ضمن عملية عاصفة الحزم، مطالبا الحوثيين «بالانسحاب الفوري من العاصمة صنعاء والمؤسسات الحكومية وتسليم سلاحهم للسلطات الشرعية».
وشدد المجتمعون على ضرورة الاستجابة العاجلة لدعوة الرئيس اليمني عبد ربه منصور هادي بعقد مؤتمر في السعودية تحت مظلة مجلس التعاون الخليجي.
العراق من جهته، جدد رفضه لأي تدخل عسكري من أي دولة في شؤون أي دولة أخرى، ودعا إلى اعتماد الحوار سبيلا للحل، أما لبنان فشدد على السير بأي موقف يقوم على الإجماع العربي، ونأى عن أي خطوة لا تحظى بالإجماع أو التوافق.
وبخصوص ليبيا، دعا البيان إلى تقديم الدعم السياسي والمادي الكامل للحكومة الشرعية بما في ذلك دعم الجيش الوطني.
وطالب القادة العرب مجلس الأمن بسرعة رفع الحظر عن واردات السلاح إلى الحكومة الليبية باعتبارها الجهة الشرعية، وتحمل مسؤولياته في منع تدفق السلاح إلى الجماعات الإرهابية.
كذلك شدد البيان على دعم الحكومة الليبية في جهودها لضبط الحدود مع دول الجوار، وهو قرار تحفظت قطر عليه بالكامل، فيما فسرت الجزائر الفقرات المتعلقة برفع الحظر وتسليح الجيش الليبي على أنه يندرج ضمن السياق السياسي للحل.
أما بشأن سوريا، فأكدت القمة ضرورة تحمل مجلس الأمن مسؤولياته الكاملة إزاء التعامل مع مجريات الأزمة السورية، وطالبت الأمين العام للجامعة العربية بمواصلة اتصالاته مع الأمين العام للأمم المتحدة من أجل إقرار خطة تحرك مشتركة تضمن إنجاز الحل السياسي للأزمة السورية وفقا لمؤتمر جنيف 1.
وعن فلسطين، دعت القمة الدول العربية لدعم موازنة دولة فلسطين لمدة عام تبدأ من الأول من أبريل المقبل، ودعمت قرارات المجلس المركزي الفلسطيني الداعية لإعادة النظر بالعلاقات السياسية والاقتصادية والأمنية مع إسرائيل بما يجبرها على احترام الاتفاقيات الموقعة وقرارات الشرعية الدولية.
وفيما يتعلق بالجزر الإماراتية، جدد المجتمعون تأكيدهم المطلق على سيادة دولة الإمارات الكاملة على جزرها الثلاث، داعين الحكومة الإيرانية إلى الدخول بمفاوضات مباشرة مع دولة الإمارات أو اللجوء إلى محكمة العدل الدولية لإيجاد حل سلمي لقضية الجزر.